# Salih Uçan
Salih Uçan (né le 6 janvier 1994 à Marmaris dans la province de Muğla), est un footballeur international turc, qui évolue au poste de milieu de terrain à Beşiktaş JK.

## Biographie

### Parcours amateur

#### Marmaris Belediyespor
Il commence à jouer au football en club en 2004, dans sa ville de naissance, dans la réserve du club local de Marmaris Belediyespor. Très vite remarqué, il rejoint le Bucaspor, un club de la ville d'Izmir en 2008.

### Bucaspor
Fraîchement arrivé chez le Bucaspor, il joue pour l'équipe réserve pendant deux ans. Très vite remarqué, il signe son premier contrat professionnel en 2010, toujours avec le même club.

### Carrière professionnelle

#### Bucaspor
Salih intègre pour la première fois l'équipe première de Bucaspor en 2010. Il y passe deux très bonnes années sur le plan des performances, où il fait partie de l'effectif du club d'Izmir qui participe pour la première fois de son histoire à l'élite turque de football, la  Süper Lig. Son équipe est néanmoins reléguée à la fin de la saison, terminant le championnat à la 16e place avec 26 points, à neuf points du premier non-relégable, Sivasspor. 

#### Fenerbahçe
En juin 2012, il signe un contrat le liant à l'un des tout meilleurs clubs turcs, Fenerbahçe jusqu'en 2017, en échange de 1,5 million d'euros + Okan Alkan. En deux saisons passées sous contrat professionnel avec Bucaspor, Salih aura inscrit 2 buts en 43 matchs.
Sous les couleurs du club d'Istanbul, il participe à ses premiers matchs en  Coupe de Turquie 2013 où il réalise de bonnes prestations. Il participe pour la première fois à un match de  D1 turque face à Antalyaspor où il entre en cours de jeu. Son équipe s'incline 3-1 à domicile, notamment à cause d'une balle perdue de Salih qui permit à Deniz Barış d'inscrire le troisième but des visiteurs. Pour la première partie de la saison, le jeune Salih n'a pas une place de titulaire dans l'équipe en championnat mais il joue tous les matchs de Coupe.
Pendant la deuxième partie de saison, l'entraîneur du Fenerbahçe, Aykut Kocaman accorde de plus en plus de temps de jeu à Salih en championnat, tout en continuant de le titulariser en  Coupe de Turquie. Le 14 mars 2013, il inscrit son tout premier but avec les Canaris jaunes lors du match retour face aux tchèques du  Viktoria Plzeň, en Ligue Europa. Malgré l'égalisation en cours de jeu des tchèques, le but de Uçan permet au Fenerbahçe de passer le tour, les turcs ayant remporté le match aller (0-1, 1-1) et se retrouver en quart de finale de la Ligue Europa face à la  Lazio. Le week-end suivant, Salih ouvre son compteur de but en championnat, d'une somptueuse frappe lointaine face à Antalyaspor, équipe contre laquelle il avait été fautif lors de la première partie de saison. Il se blesse lors du match d'équipes nationales U20 opposant la Turquie au Portugal. Il fait son retour avec Fenerbahçe le 4 avril, où il entre en cours de jeu face à la  Lazio en Ligue Europa. Le 7 avril, il inscrit un doublé qui permet à son équipe de remporter les trois points sur le terrain d'Orduspor (0-2), avec notamment une frappe du plat du pied et un magnifique lobe hors de la surface, buts et performance qui évoquèrent le prodige brésilien  Alex de Souza, légende vivante du club. Le 6 juillet 2014 il annonce son arrivée à l'AS Rome en prêt.
Il sera ensuite au FC Sion pour la saison 2017-2018 et arrive en 2018 à l'Empoli FC.

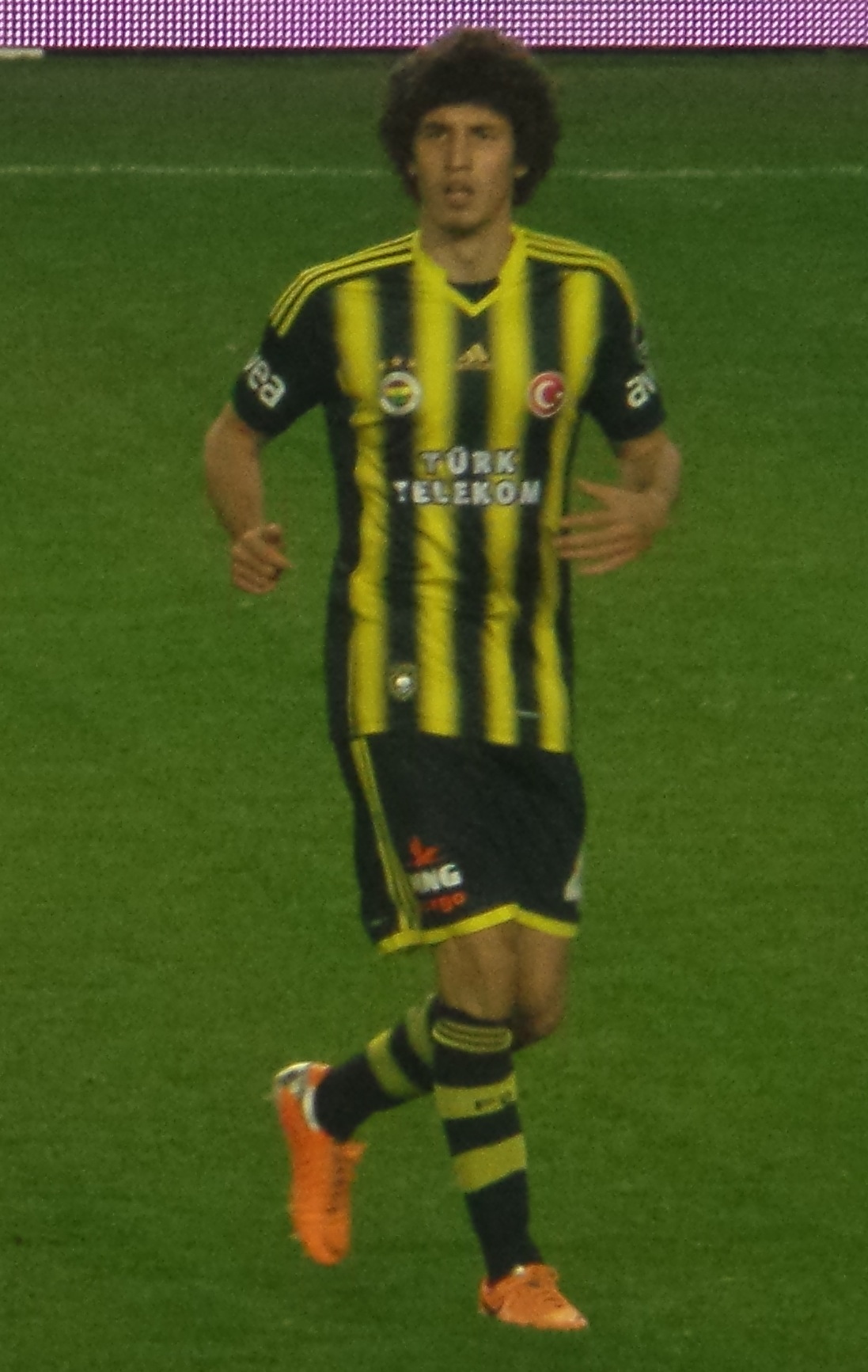

## Statistiques
| Saison                | Club                  | Championnat           | Championnat | Championnat | Coupe(s) nationale(s) | Coupe(s) nationale(s) | Compétition(s) continentale(s) | Compétition(s) continentale(s) | Compétition(s) continentale(s) | Turquie | Turquie | Total | Total |
| Saison                | Club                  | Division              | M.          | B.          | M.                    | B.                    | Comp.                          | M.                             | B.                             | M.      | B.      | M.    | B.    |
| 2010-2011             | Bucaspor              | Süper Lig             | -           | -           | 2                     | 0                     | -                              | -                              | -                              | -       | -       | 2     | 0     |
| 2011-2012             | Bucaspor              | 1.Lig                 | 24          | 1           | 1                     | 0                     | -                              | -                              | -                              | -       | -       | 25    | 1     |
| Sous-total            | Sous-total            | Sous-total            | 24          | 1           | 3                     | 0                     | -                              | -                              | -                              | -       | -       | 27    | 1     |
| 2012-2013             | Fenerbahçe SK         | Süper Lig             | 10          | 3           | 9                     | 0                     | C3                             | 7                              | 1                              | -       | -       | 26    | 4     |
| 2013-2014             | Fenerbahçe SK         | Süper Lig             | 16          | 0           | 1                     | 0                     | -                              | -                              | -                              | 1       | 0       | 18    | 0     |
| 2014-2015             | AS Rome (prêt)        | Serie A               | 4           | 0           | -                     | -                     | C1+C3                          | -                              | -                              | -       | -       | 4     | 0     |
| 2015-2016             | AS Rome (prêt)        | Serie A               | 3           | 0           | 1                     | 0                     | C1                             | 2                              | 0                              | -       | -       | 6     | 0     |
| 2016-2017             | Fenerbahçe SK         | Süper Lig             | -           | -           | -                     | -                     | C1                             | 2                              | 0                              | -       | -       | 2     | 0     |
| Sous-total            | Sous-total            | Sous-total            | 33          | 3           | 11                    | 0                     | -                              | 11                             | 1                              | 1       | 0       | 56    | 4     |
| Total sur la carrière | Total sur la carrière | Total sur la carrière | 57          | 4           | 14                    | 0                     | -                              | 11                             | 1                              | 1       | 0       | 83    | 5     |

## Palmarès
Fenerbahçe
- Championnat de Turquie (1) :
  - Champion : 2013-14.

- Coupe de Turquie (1) :
  - Vainqueur : 2012-13.